# نيسان 370 زد
نيسان 370 زد هي سيارة من إنتاج شركة نيسان موتورز.